# Josep Abril i Llinés
Josep Abril i Llinés (el Masnou, Maresme, 1879 — Santiago de Xile, 1929) fou un comerciant i polític independentista català.
Començà com a aprenent d'adroguer a Sabadell, va presidir uns anys el Foment Mercantil Sabadellenc i fou militant de la Lliga Regionalista. El 1909 es presentà a les eleccions municipals de Sabadell en una candidatura nacionalista radical, però renuncià al càrrec de regidor. Durant la Setmana Tràgica proclamà la República a Sabadell amb Manuel Folguera Duran. Per aquest motiu hagué d'exiliar-se i s'establí a Santiago de Xile, on fou propietari d'un petit cafè-pastisseria. El 1916 es feu soci del Centre Català de Santiago de Xile, on es distingí per defensar un nacionalisme radical, i el 1918 donà suport el Comitè Nacional Català.
El 1922 s'afilià a Estat Català i el 1923 fundà el Comitè de Publicitat Catalana de Xile, plataforma independentista per a divulgar els objectius del catalanisme a Xile aconseguir el suport dels catalans d'Amèrica a la causa de Francesc Macià, de qui, però, se'n distancià el 1928. Va fundar el Grup Separatista Avant de Montevideo i a Santiago de Xile publicà els periòdics Canigó (1927) i Catalunya (1926-1927), que fou suspès per pressions de l'ambaixada espanyola.

## Obres
- Missatge al rei d'Espanya (1923)
- Carta oberta a Francesc Cambó (1925)
- Queremos a Cataluña libre y soberana, no colonia de Castilla (1924)[3]
- El Provincialismo Español; la Mancomunidad catalana y su obra (1925)
- La salvación de Cataluña está en su independencia (1926)[4]
- República a la española y a la catalana (1928)